# Торф'янівка
60°35′45″ пн. ш. 27°54′51″ сх. д. / 60.5957° пн. ш. 27.9141° сх. д.
Торф'янівка — пункт пропуску на кордоні між Росією і Фінляндією. Знаходиться в Ленінградській області. З понад 2 мільйонами щорічних перетинів, це найбільш завантажений прикордонний пункт на фінсько-російському кордоні, який також є кордоном Європейського Союзу та Росії. Через Торф'янівку проходить європейська траса E18.

## Дивись також

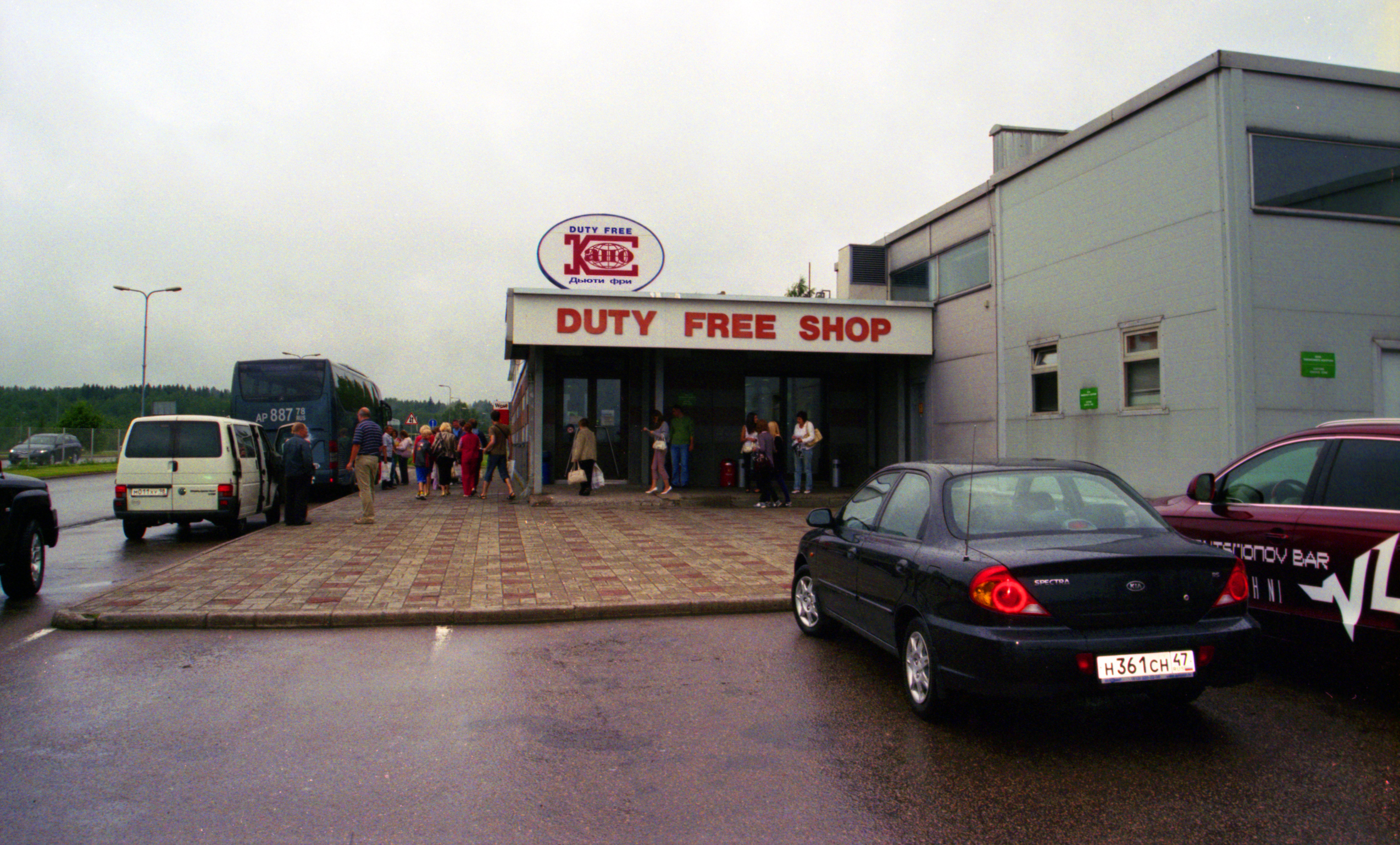
Магазин безмитної торгівлі в Торфянівці

- Ваалімаа, пункт пропуску на фінській стороні кордону

## Примітки

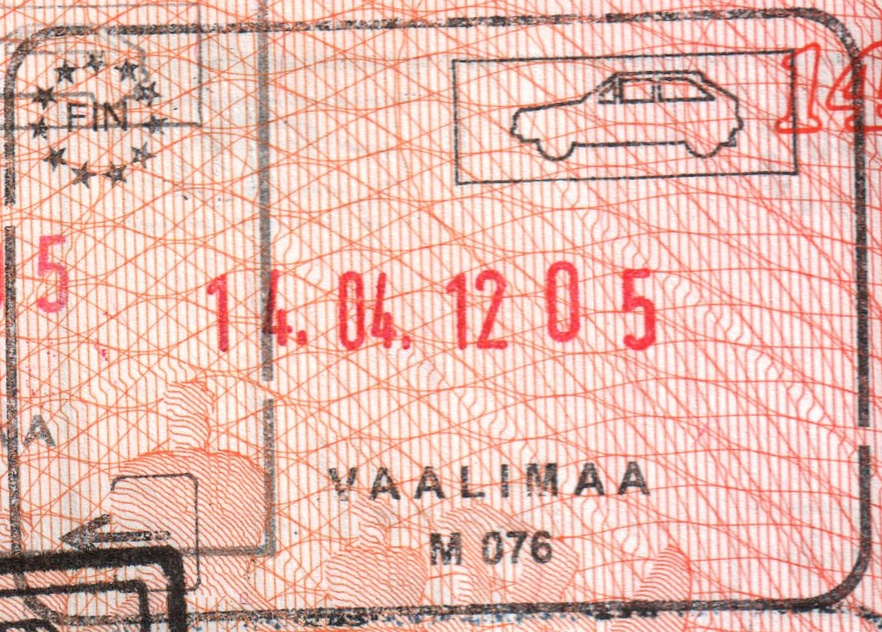
Штамп у паспорті з прикордонного пункту пропуску у Ваалімаа